# Philip Agee

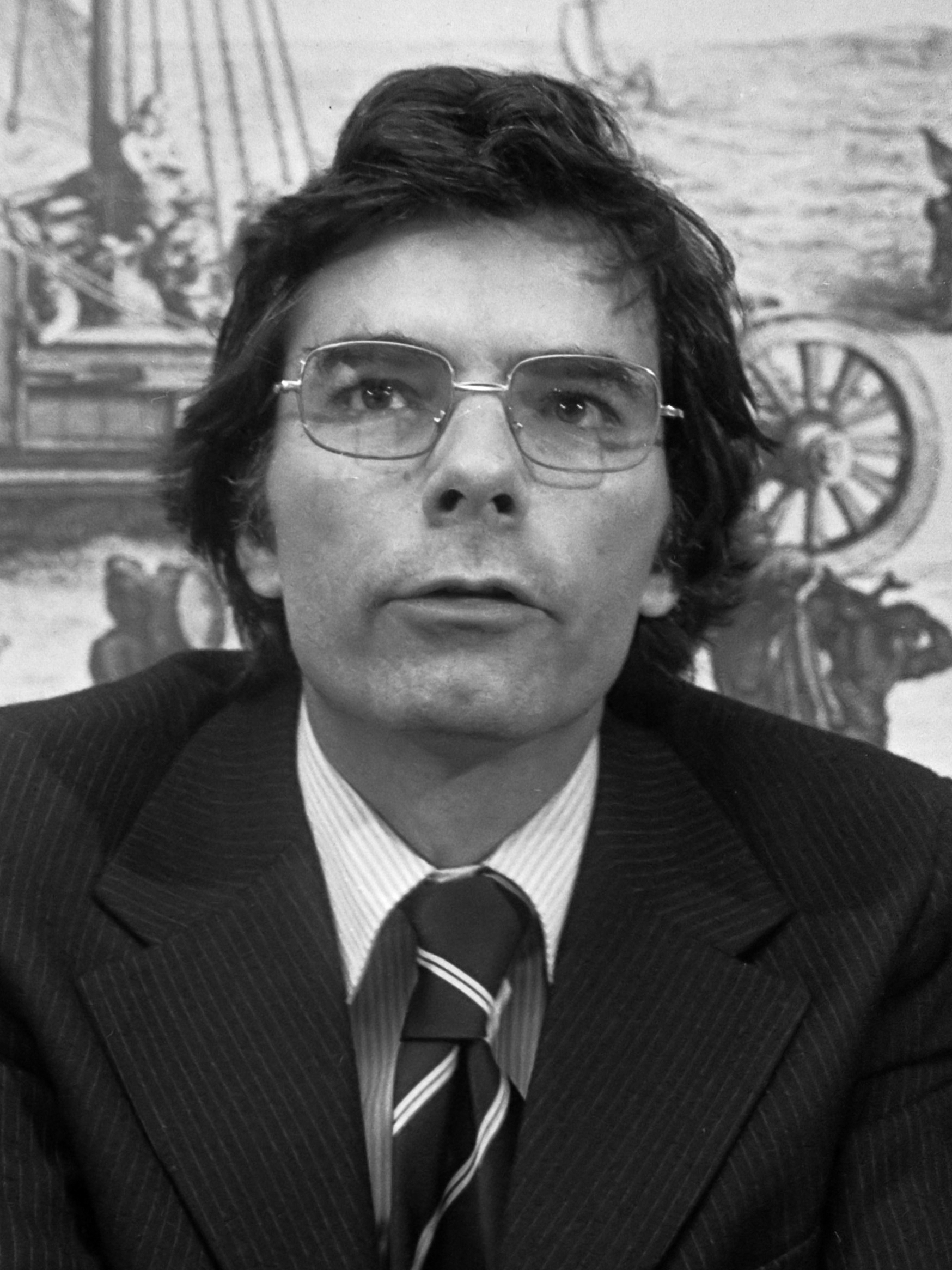
Philip Agee (1977)

Philip Burnett Franklin Agee (* 19. Januar 1935 in Tacoma Park, Maryland; † 7. Januar 2008 in Havanna) war ein US-amerikanischer Geheimagent und Buchautor. Agee wurde durch seine Abwendung vom US-amerikanischen Nachrichtendienst CIA und durch die Kritik an seinen Praktiken bekannt.

## Leben
Agee schloss 1956 ein Studium an der University of Notre Dame in Indiana ab. 1957 trat er in die Dienste der CIA, nach seiner eigenen Darstellung aus idealistischen Motiven. Er wurde als Agent nach Lateinamerika entsandt. Sein erster Auftrag bestand darin, einen Bruch der diplomatischen Beziehungen zwischen Ecuador und Kuba zu provozieren.
1968 war Agee in Mexiko-Stadt stationiert, wo seine Trinkgewohnheiten, sein Umgang mit Geld und seine angeblichen sexuellen Annäherungsversuche an die Ehefrauen amerikanischer Diplomaten dazu führten, dass ihm ein Rücktritt nahegelegt wurde. Agee kündigte im November 1968. Anschließend bot er sich bei der KGB-Residenz in Mexiko-Stadt als Agent an, wurde jedoch abgelehnt. Der kubanische Auslandsgeheimdienst Dirección General de Inteligencia (DGI) akzeptierte ihn als erste hochkarätige CIA-Quelle und teilte seine Akte mit dem KGB.
1975 veröffentlichte er sein Buch Inside the Company: CIA Diary (CIA Intern. Tagebuch 1956-1974). In ihm prangerte er die Praktiken der CIA an und gab Namen von Geheimagenten der Öffentlichkeit preis. Die CIA versuchte die Veröffentlichung des Buches zu verhindern, es erschien jedoch in Großbritannien, wurde zum Bestseller und in 27 Sprachen übersetzt.
Im Juni 1976 erhielt Agee per Post ein angeblich durchgesickertes, vertrauliches Dokument des Außenministeriums, das auf Dezember 1974 datiert und von Henry Kissinger unterzeichnet war. In dem Dokument, das angeblich an alle Botschaften verschickt worden war, wurden „wirtschaftliche, finanzielle und kommerzielle Geheimdienstanforderungen“ für die Vereinigten Staaten aufgelistet. Die US-Botschaft in London stellte bald klar, dass es sich bei dem Dokument um eine Teilfälschung handelte, mit der angedeutet werden sollte, dass die Vereinigten Staaten ihre Verbündeten wirtschaftlich unterwandern würden. Agee veröffentlichte das Dokument Mitte 1977 in einem Buch in London. KGB-Akten identifizierten das Dokument später als ein Werk des Dienstes A, Teil der Ersten Hauptverwaltung.
Philip Agee erhielt Todesdrohungen und wurde öffentlich beschuldigt, für den KGB zu arbeiten und den Tod von Agenten-Kollegen durch die Offenlegung von deren Identität verschuldet zu haben. Er floh nach England. Der amerikanische Außenminister Henry Kissinger konnte 1978 die britische Regierung überzeugen, dass Philip Agee schuld am Tod zweier britischer Geheimagenten sei, und somit Agees Ausweisung aus Großbritannien durchsetzen. Frankreich und die Niederlande weigerten sich, den Flüchtling aufzunehmen. In seinem Buch On the Run schilderte Agee die Geschichte seiner Flucht. 1979 bürgerten ihn die USA aus und entzogen ihm den amerikanischen Reisepass. 1980 gewährte ihm die Republik Grenada, die von einer linksgerichteten Regierung geführt wurde, Asyl. 1983 kam es zum gewaltsamen Umsturz in Grenada durch eine noch radikalere Regierung. Daraufhin besetzten die USA das Land militärisch und Philip Agee musste erneut fliehen. Er fand neues Asyl im sandinistischen Nicaragua.
1978 heiratete er die Balletttänzerin Giselle Roberge. Dadurch kam er in den Besitz eines deutschen Reisepasses. Seine beiden Lebensmittelpunkte, an denen er je etwa die Hälfte seiner Zeit verbrachte, wurden Hamburg und Havanna. 2000 gründete er in Havanna ein Online-Reisebüro namens Cubalinda.com (Schönes Kuba). Es organisierte Reisen nach Kuba für US-Bürger.
Philip Agee starb am 7. Januar 2008 in Havanna an einer Bauchfellentzündung.

## Veröffentlichungen (Auswahl)
- Inside the Company: CIA Diary, Penguin 1975, ISBN 978-0-14-004007-4.
  - Deutsche Übersetzung: CIA Intern. Tagebuch 1956-1974, Attica Verlag, Hamburg 1979, und Europäische Verlagsanstalt, 1981, ISBN 978-3-434-25116-3.
- Dirty Work: The CIA in Western Europe, Lyle Stuart, 1978, ISBN 0-88029-132-X.
  - Deutsche Übersetzung: Die CIA in Westeuropa, Deutscher Verlag der Wissenschaften, 1981, ISBN 3-476-00599-2.
- Dirty Work 2: The CIA in Africa, Lyle Stuart, 1979, ISBN 0-8184-0294-6.
- On the Run, Lyle Stuart, 1987, ISBN 0-8184-0419-1.
  - Deutsche Übersetzung (von Matthias Fienbork): On the Run, Europäische Verlagsanstalt, Hamburg 1994, ISBN 978-3-434-50036-0.
- White Paper, Whitewash, Deep Cover Books, 1982, ISBN 0-940380-00-5.
- mit Stefan Aust, Manfred Bissinger, Ekkehardt Jürgens: Unheimlich zu Diensten. Medienmißbrauch durch Geheimdienste, Steidl Gerhard Verlag, 1987, ISBN 978-3-88243-074-5.